# Појенари (Арђеш)
Појенари (рум. Poienari) насеље је у Румунији у округу Арђеш у општини Појенариј де Арђеш. Oпштина се налази на надморској висини од 593 m.

## Становништво
Према подацима из 2011. године у насељу је живело 3592 становника.